# Sierra de San Pedro Mártir

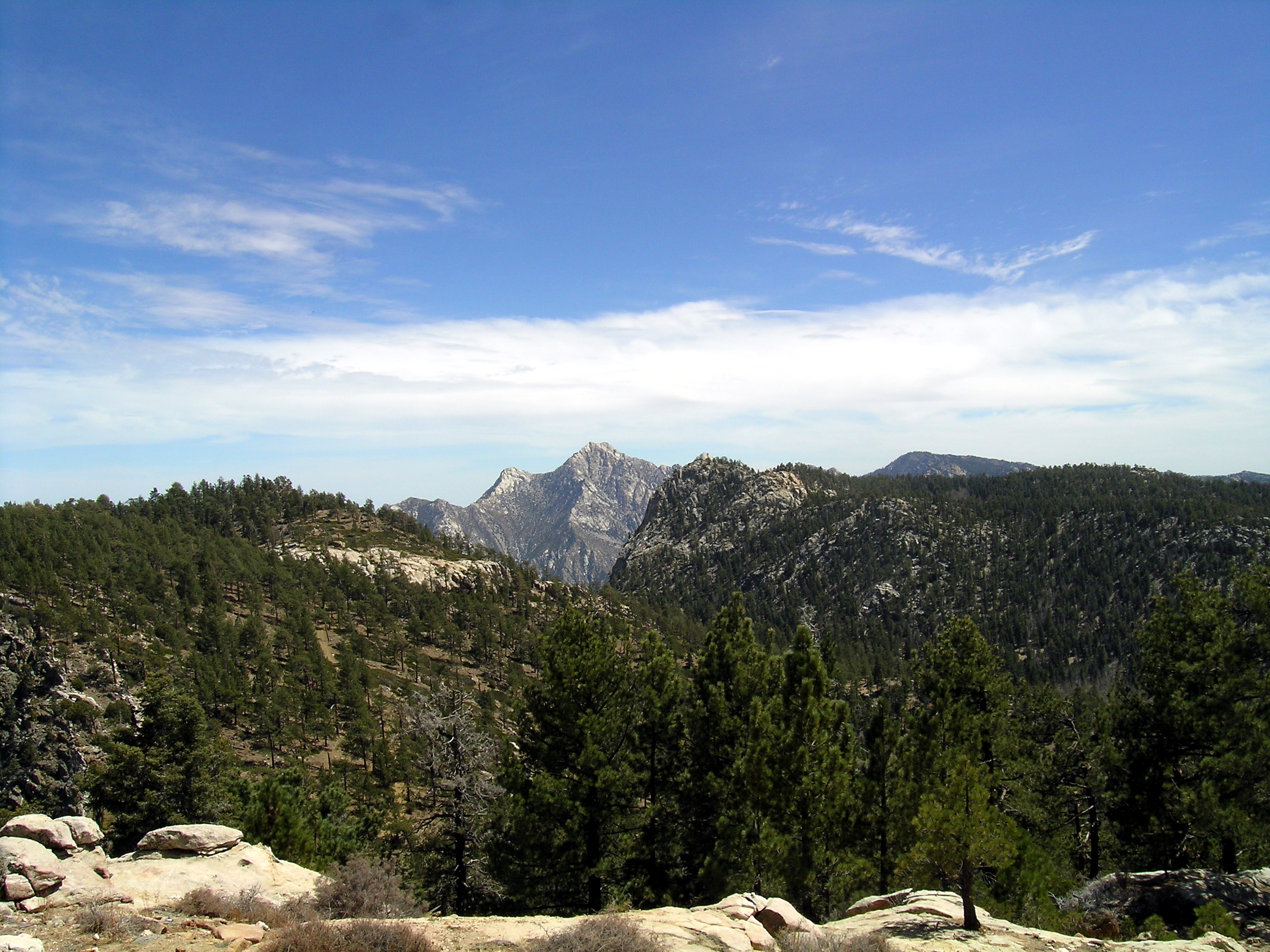
Picacho del Diablo

Sierra de San Pedro Mártir, St: Petrusbergen, är en av bergskedjorna på halvön Baja California, Mexiko. Bergskedjans högsta topp Picacho del Diablo, också känd som Cerro de la Encantada eller Picacho la Providencia, mäter 3096 meter och är Baja Californias högsta punkt. Delar av bergskedjan består av den 650 km2 stora  nationalparken Parque Nacional Sierra de San Pedro Mártir som etablerades 1974 och är en av två nationalparker på halvön.
I nationalparken finns Mexikos nationella astronomiska observatorium, Observatoriet San Pedro Martir, som byggdes 1975 och ligger på en höjd av 2830 meter över havet. Observatoriet drar fördel av den höga höjden, det ofta klara vädret, relativt låg luftfuktighet, låga halter av luftburna föroreningar, den lilla mängden ljusföroreningar och radiostörningar.
Floran i området skiljer sig från övriga Mexikos. Typisk växtlighet är barrträd med coloradogran, sockertall och Pinus jeffreyi. Snö täcker oftast de högsta topparna av bergskedjan under vintern.
Ett uppfödningsprogram har återintroducerats kalifornienkondor till området vilken försvann därifrån 1937. En underart av regnbågsöring (Oncorhynchus mykiss nelsoni) förekommer naturligt i Rio Santo Domingo.

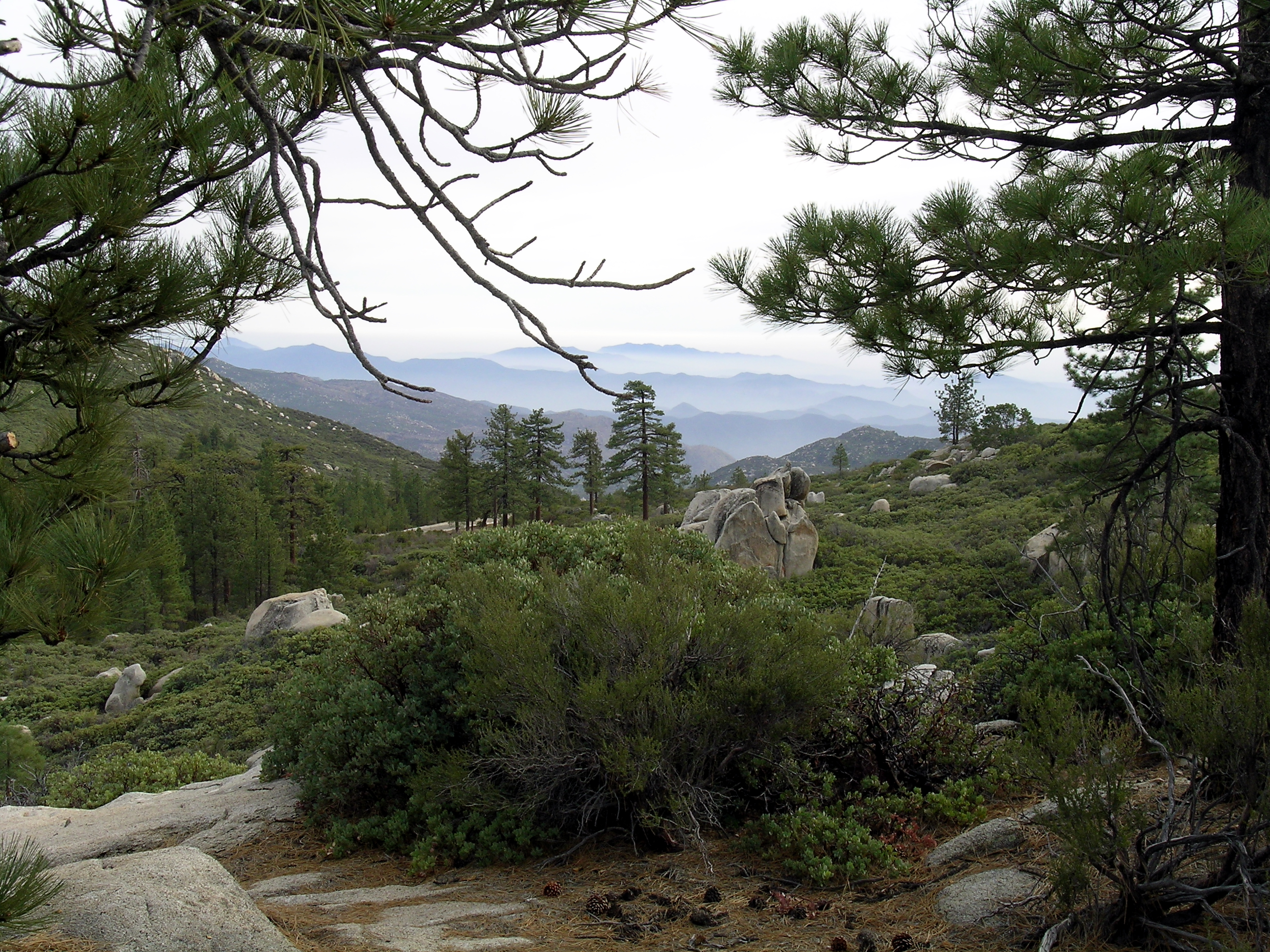
Vy åt väster mot Stilla havet.
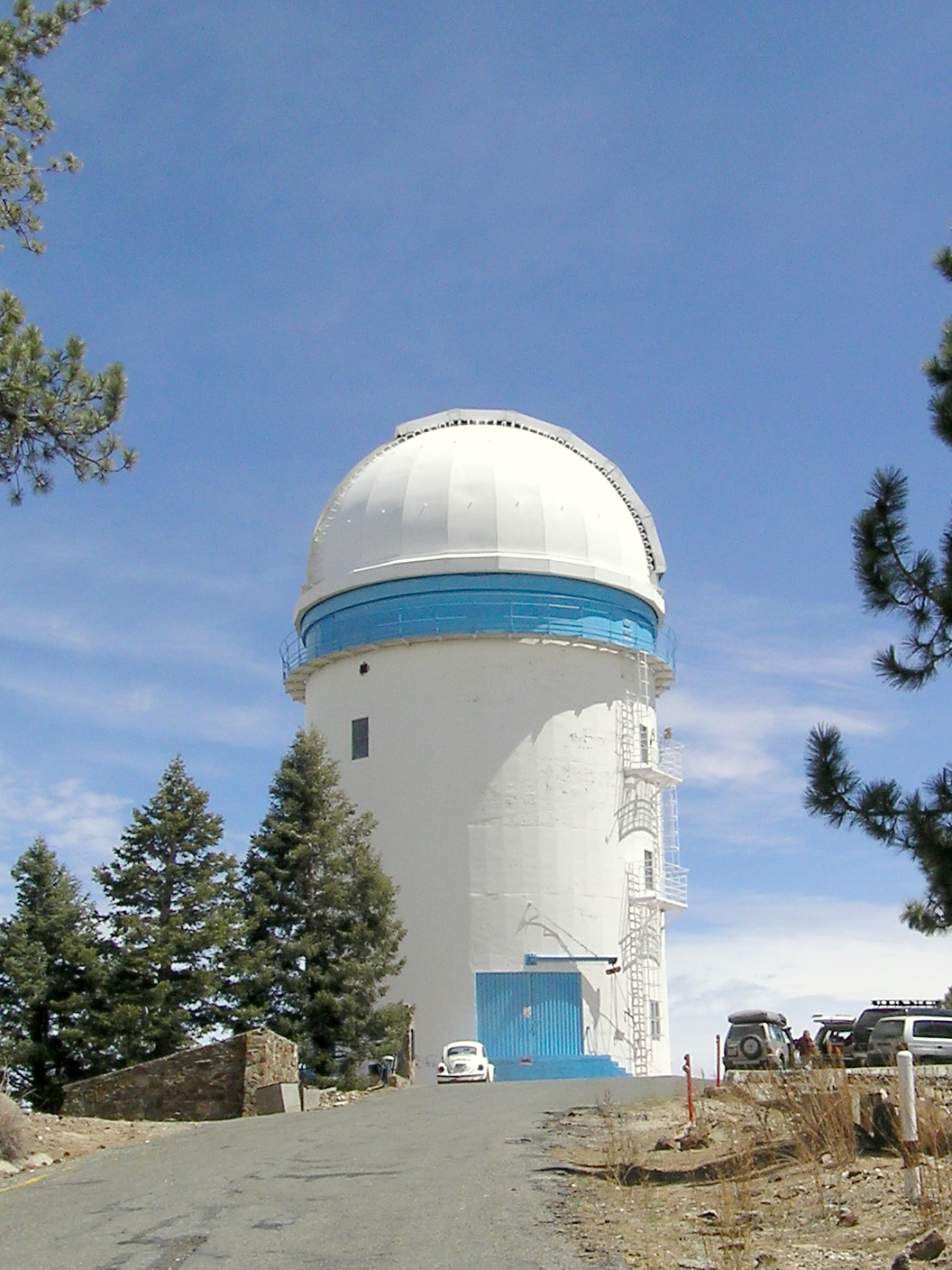
Observatoriet San Pedro Martir .